# Schlagschwirl
Der Schlagschwirl (Locustella fluviatilis) ist ein Singvogel aus der Gattung der Schwirle (Locustella) und der Familie der Schwirlverwandten (Locustellidae). Im Osten Mitteleuropas ist er ein verbreiteter und häufiger Brut- und Sommervogel. Im Westen Mitteleuropas ist er ein sporadischer, jedoch gebietsweise regelmäßiger Durchzügler sowie vereinzelt auch Sommergast. Die westlichsten Brutnachweise in Deutschland stammen aus Hessen. In Bayern besiedelt er zunehmend die Flusstäler von Inn, Isar, Donau und Main.

## Merkmale

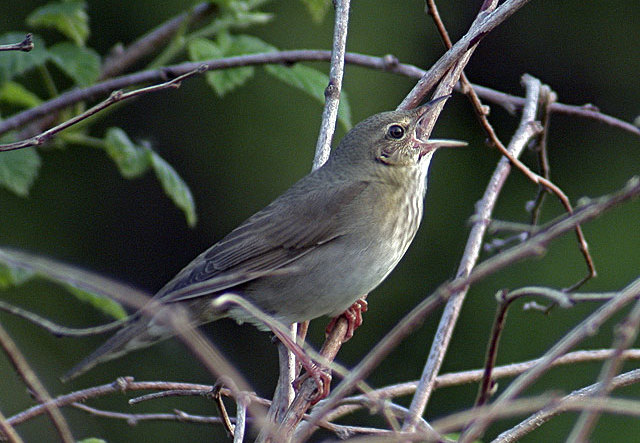

Der 14,5 bis 16 Zentimeter lange Schlagschwirl ist ein recht großer Schwirl mit breitem, abgerundetem Schwanz. Die Oberseite ist ungestreift olivbraun gefärbt. Kehle und Brust dagegen haben dunkle verwaschene Längsstreifen. Die Unterseite ist schmutzig weiß mit olivbraunen Flanken. Der Kopf weist einen undeutlichen schmutzig weißen Überaugenstreif und einen hellen Augenring auf. Die olivbraune Unterschwanzdecke hat eine breite weißliche Spitze. Der Schnabel ist recht dunkel und die Beine rosafarben.
Der Gesang des Schlagschwirls besteht aus einer Reihe maschinenartig wetzender, getrennt wahrzunehmender Silben wie „dze-dze-dze“ und erinnert an eine große Heuschrecke. Am häufigsten ist er in den späten Abend- und frühen Morgenstunden zu hören. Zu Beginn der Brutzeit singt er auch bei völliger Dunkelheit. Das Männchen sitzt zum Singen in fünf bis acht Meter Höhe auf einem Baum. Nach dem Gesang lässt es sich wie ein Stein zu Boden fallen, um sogleich im dichten Bewuchs unterzutauchen.

## Ernährung
Der Schlagschwirl ernährt sich von den Imagines und Larven kleiner bis mittelgroßer Insekten, Spinnentieren und mitunter auch anderen Wirbellosen. Die Nahrungssuche findet sowohl am Boden als auch in der Kraut- und Strauchschicht statt.

## Vorkommen

Verbreitung des Schlagschwirls:
Brutgebiete
Migration
Überwinterungsgebiete
Wahrscheinliche Migration

Das Brutgebiet reicht von Westsibirien bis ins östliche Mitteleuropa. In den letzten Jahrzehnten breitet sich das Brutgebiet weiter in den Westen aus. Der Schlagschwirl ist ein Langstreckenzieher, die Winterquartiere befinden sich im tropischen Ostafrika. Er überwintert dort in einem Gebiet, das von Sambia und Malawi bis nach Transvaal und im Westen bis nach Botswana reicht. Der Zug in diese Überwinterungsgebiete erfolgt in südsüdöstlicher Richtung und führt über den Osten des Mittelmeerraums, den Nordosten Afrikas und die arabische Halbinsel durch Kenia. Der Wegzug in die Überwinterungsquartiere beginnt im Juli bis August und im Dezember haben sie ihre Winterquartiere erreicht. Sie halten sich dort bis spätestens Mitte März auf und die ersten Schlagschwirle, die im Süden Mitteleuropas brüten, erreichen ihre Brutareale ab der zweiten Aprilhälfte. In Deutschland kommen sie selten vor Ende April an.
Der Schlagschwirl brütet am Rand von unterholzreichen Au- und Bruchwäldern, Wiesen oder Sümpfen. Er benötigt Sichtschutz nach oben und Bewegungsfreiheit nach unten. Zusätzlich braucht er Büsche und Bäume als Singwarte.

## Fortpflanzung

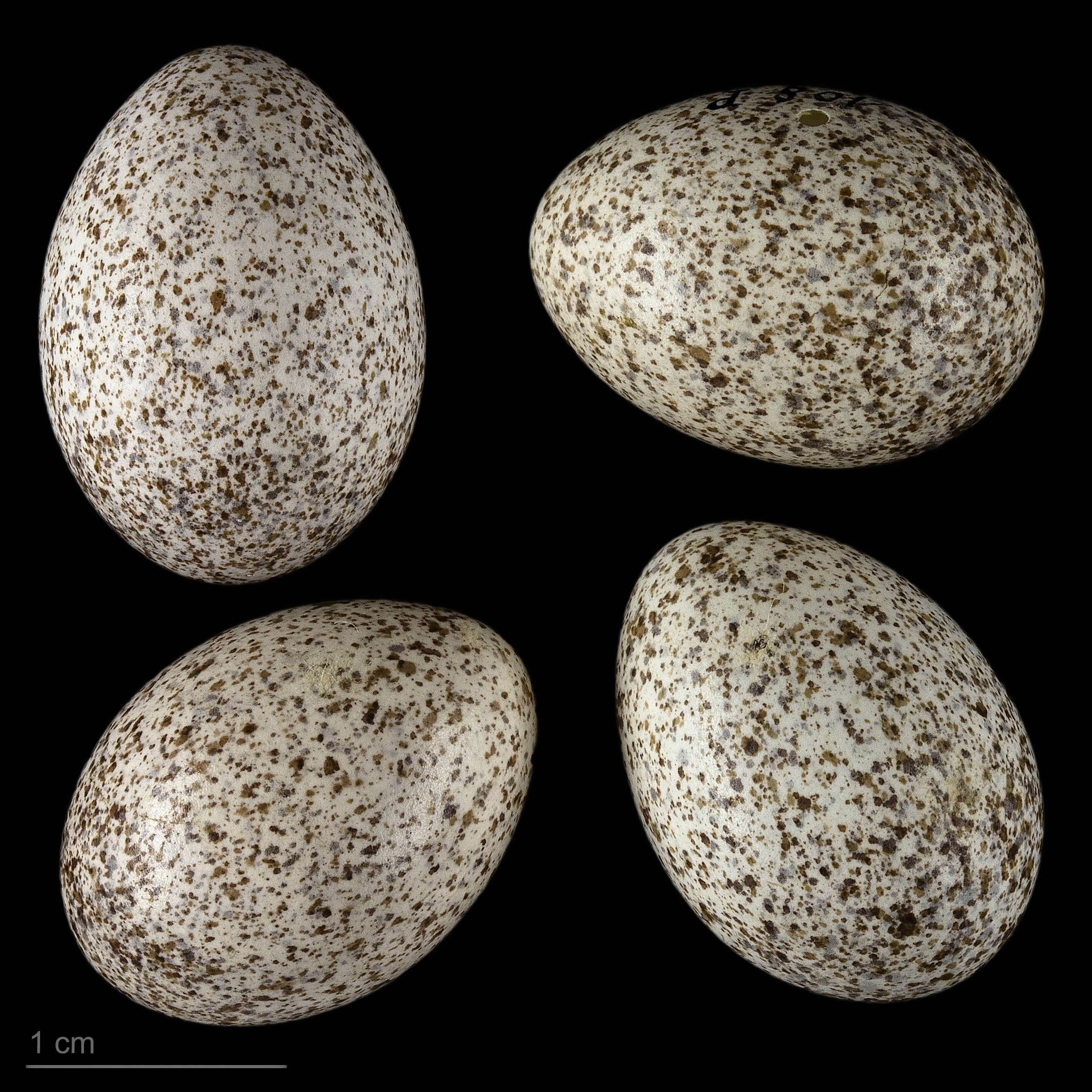
Locustella fluviatilis, Sammlung Museum von Toulouse

Schlagschwirle führen eine monogame Saisonehe. Nach Ankunft im Brutgebiet findet die Balz und Paarbildung am Brutplatz statt. Das Nest wird in der Regel in Nähe der vom Männchen zuerst benutzten Singwarten am Boden errichtet. Es wird überwiegend oder sogar ausschließlich vom Weibchen errichtet. Das Gelege besteht meist aus vier bis sechs Eiern, die jeweils in einem Legeabstand von weniger als einem Tag gelegt werden. Die Brutdauer beträgt dreizehn bis sechzehn Tage und beide Elternvögel sind an der Brut beteiligt. Die Nestlingszeit beträgt elf bis vierzehn Tage und die Nestlinge werden von beiden Elternvögeln gefüttert.

## Bestand
Zu den Ländern mit einer großen Population an Schlagschwirlen zählen Polen und Ungarn, wo jeweils 50.000 bis 80.000 beziehungsweise 40.000 bis 75.000 Brutpaare brüten. Der Brutpaarbestand für Deutschland beträgt 3500 bis 10.000 Paare, in Österreich 4000 bis 8000 Paare.

## Einzelbelege
1. ↑  Bauer et al., S. 209.
2. ↑  Bauer et al., S. 210.
3. ↑  Bauer et al., S. 210.